# Electrochimica Acta
Electrochimica Acta este periodicul oficial al societății internaționale de Electrochimie. Publică articole originale precum și sinteze legate de toate aspectele electrochimiei. Actualul redactor-șef este A. R. Hillman (Universitatea din Leicester).